# Dracula diabola
Dracula diabola is een orchidee die in één vallei in Colombia groeit. De soortnaam diabola is afgeleid van het Latijnse woord voor duivel.